# Eric Ineke
Eric Alexander Ineke (Haarlem, 1 april 1947) is een Nederlandse jazzdrummer en docent. Na enkele jaren privéles bij John Engels deed hij zijn eerste ervaring als jazzdrummer op bij zangeres Henny Vonk en tenorsaxofonist Ferdinand Povel. Mede dankzij Pim Jacobs, Ruud Jacobs, Wim Overgaauw, Rita Reys en Piet Noordijk werd Eric Ineke al gauw bekend in de jazz scene.

## Drummer
In 1969 maakte hij zijn eerste album met tenorsaxofonist Ferdinand Povel en door de jaren heen speelde hij met het Rob Agerbeek-kwintet, het Rein de Graaff/Dick Vennik Quartet, het Ben van den Dungen/Jarmo Hoogendijk-kwintet en het Piet Noordijk Kwartet. Tijdens zijn carrière speelde hij ook met talloze internationale, voornamelijk Amerikaanse solisten, zoals Hank Mobley, Lucky Thompson, Dexter Gordon, Johnny Griffin, George Coleman, Shirley Horn, Dizzy Gillespie, Al Cohn, Grant Stewart, Jimmy Raney, Barry Harris, Eric Alexander en Dave Liebman, talloze CD's en verschenen op vele nationale en internationale jazzfestivals (North Sea Jazz Festival, San Remo, Toronto Jazz Festival en Montreal International Jazz Festival).
Al meer dan 40 jaar is hij de drummer van het Rein de Graaff Trio en leidde sinds 2006 de Eric Ineke JazzXpress. Met dit bebopkwintet werd Eric Ineke in 2011 uitgenodigd door het American Jazz Museum in Kansas City met jazzzangeres Deborah Brown, waar ze een paar uitvoeringen speelden, waaronder een op Kansas Public Radio en een CD-opname geproduceerd door Bobby Watson. Begin 2015 maakte hij met het Rein de Graaff Trio een Europese tournee met de Amerikaanse tenorsaxofonist Doug Webb en altsaxofoniste Tineke Postma. In oktober 2016 presenteerde de JazzXpress haar nieuwste album Dexternity op de Nederlandse televisie in "Vrije Geluiden" van de VPRO. Het album was een eerbetoon aan Inekes leermeester Dexter Gordon.

## Docent
Eric Ineke geeft daarnaast les aan het Koninklijk Conservatorium van Den Haag en geeft hij masterclasses over de hele wereld. In april 2012 bracht hij zijn eerste boek The Ultimate Sideman uit, in gesprek met Dave Liebman.
Op 1 april 2017 werd Eric Ineke 70 jaar en vierde dit met een 'Eric Ineke 70 Super Jam' in het Bimhuis. Tijdens de eerste helft van het concert benoemde de Amsterdamse locoburgemeester Simone Kukenheim hem tot ridder in de Orde van Oranje Nassau vanwege zijn enorme toewijding aan de Nederlandse jazzscene.

## Discografie

### Als leader
- The Eric Ineke JazzXpress
  - Flames’n’Fire, 2006, Daybreak/Challenge Records (1994)
  - For The Love Of Ivie – with Deborah Brown, 2007, Daybreak/Challenge Records (1994), (Edison Award Nomination)
  - Xpressions In Time, 2008, Daybreak/Challenge Records (1994)
  - JazzXL, Blues, Ballads and Other Bright Moments, 2009, Daybreak/Challenge Records (1994)
  - Cruisin', 2014, Daybreak/Challenge Records (1994)
  - Dexternity, The Music of Dexter Gordon, 2016, Daybreak/Challenge Records (1994), (Edison Award Nomination)
- Eric Ineke Meets The Tenor players,
  - Let There Be Life Love and Laughter, 2017, Daybreak/Challenge Records (1994), (Edison Award Nomination)

### Als co-leader
- The Wolfert Brederode/Eric Ineke Quintet
  - Trinity, 1999, A-Records/Challenge Records (1994)
  - Pictures of You, 2001, A-Records/Challenge Records (1994)
- Dave Liebman/Ineke/Laginha/Pinheiro/Cavalli Quintet
  - Is Seeing Believing?, 2016, Daybreak/Challenge Records (1994)
- Pinheiro/Ineke/Cavalli Trio
  - Triplicity, 2018, Daybreak/Challenge Records (1994)
  - What kinda bird is this? Music of Charlie Parker (Jazzxpress & Tineke Postma)(2020) (Challenge Records)

### Als sideman
- Met Deborah Brown
  - All Too Soon – met The Eric Ineke Jazzxpress/Bobby Watson, 2011, CD.Baby.com
  - Brown Beats – met The Beets Brothers, 2012, Maxanter
- Met Dave Liebman
  - Lieb plays Alec Wilder, 2003, Daybreak/Challenge Records (1994)
  - Lieb plays Kurt Weill, 2008, Daybreak/Challenge Records (1994)
  - Lieb plays The Blues a la Trane, 2008, Daybreak/Challenge Records (1994)
  - Lieb plays The Beatles, 2013, Daybreak/Challenge Records (1994)
- Met Al Cohn
  - Rifftide, 1987, Timeless Records
  - Rifftide, 2016, Timeless Records Jazz Master Collection (Japan)
- Met Barry Harris
  - Post Masterclass Concert, 1991, Blue Jack
- Met Jimmy Raney
- Raney '81 (Criss Cross, 1981) met Doug Raney and Jesper Lundgaard
- Met Ronnie Cuber/Beets Brothers
  - Infra Rae, 2009, Maxanter
- Met Dave Pike/Charles McPherson (muzikant)
  - Blue Bird, 1988, Timeless Records
- Met George Coleman
  - On Green Dolphin Street, 1974, Blue Jack
- Met Hein van der Gaag
  - The Second Time Around, Hein van der Gaag Trio, 1974, Polydor Records
- Met Dexter Gordon
  - All Souls, 1972, Dexterity
  - Afterhours/The Great Pescara Jam Sessions Vol 1&2, 1973, Ports Song
  - Fried Bananas, Live recording VPRO radio 1972, Gearbox label LP( vinyl) GB1535 ( U.K.) en verkrijgbaar op CD, 2016
- Met Ben Webster
  - Live in Hot House – met Tete Montoliu, 1972, niet op label
  - The Brute and The Beautiful – with Tete Montoliu, 1972, Storyville Records
- Met Don Friedman
  - Togetherness, 1989, Limetree
- Met René Thomas (gitarist)
  - Guitar Genius, 1972, RTBF
- Met Rein de Graaff
  - Chasin’ The Bird, 1981, Timeless Records
  - Bebop, Ballads and Blues, 1981, Timeless Records
  - Alone Together – met Frits Landesbergen, 1987, Timeless Records
  - Blue Greens & Beans – met David "Fathead" Newman /Marcel Ivery, 1990, Timeless Records
  - Tenor Conclave – met Teddy Edwards/Von Freeman/Buck Hill (muzikant), 1992, Timeless Records
  - Thinking of You – met Conte Candoli/Bob Cooper (musician), 1993, Timeless Records
  - Bariton Explosion – met Ronnie Cuber/Nick Brignola, 1994, Timeless Records
  - Nostalgia – met Barry Harris/Gary Foster (musician)/Marco Kegel, 1994, Timeless Records
  - Blue Lights, The Music of Gigi Gryce – met Herb Geller/John Stanley Marshall, 2005, Blue Jack
  - Now Is The Time – Compilation, Timeless Records
  - Confirmation – Compilation, Timeless Records
  - Ornithology – Compilation, Timeless Records
  - Good Bait – met Ferdinand Povel/Pete Christlieb, 2008, Timeless Records
  - Indian Summer – met Sam Most, 2011, Timeless Records
  - Early Morning Blues – met Marius Beets, 2019, Timeless Records
- With Rein de Graaff/Dick Vennik Quartet/Sextet
  - Departure, 1971, BASF
  - Point Of No Return, 1973, Universe
  - Modal Soul, 1977, Timeless Records
  - Cloud People, 1984, Timeless Records
  - Jubilee, 1989, Timeless Records
  - Modal Soul, 2016, Timeless Records Jazz Master Collection  (Japan)
- Met Scott Hamilton en Rein de Graaff trio
  - Live at the Jazzroom, Breda the Netherlands, 2013, Jazzroom
- Met Rob Agerbeek
  - Home Run, 1971, Blue Jack
  - Keep the Change, 1975, München
  - Little Miss Dee, 1980, Limetree
- Met Rob Madna
  - I Got It Bad And That Ain’t Good, 1976, Atelier Sawano
  - Broadcast Business ’76 – met Ferdinand Povel, 1976, Daybreak/Challenge Records (1994)
  - The Music of Rob Madna – met  Dutch Jazz Orchestra, 1994/'95, Challenge Records (1994)
  - En Blanc et Noir – met Ferdinand Povel, 2000, Daybreak/Challenge Records (1994)
- Met Ferdinand Povel
  - Calling Joanna, 1969, Cat Jazz
  - Live at Café Hopper – met Rob Madna, 2000, Daybreak/Challenge Records (1994)
- Met Piet Noordijk
  - Piet Noordijk Quartet Live, 1988, VARAgram
  - The Song is You, 1993, Timeless Records
  - Piet plays Bird, 1997, Via Records
- Met The Dutch Jazz Orchestra
  - Jerry van Rooyen – On the Scene, 1993, Timeless Records
  - The Music of Billy Strayhorn, 1995/2002, 4 CD Box, Challenge Records (1994)
  - The Lady Who Swings The Band, 2005, Challenge Records (1994)
  - Moon Dreams, 2006, Challenge Records (1994)
  - Out of the Shadows Billy Strayhorn, 2014, Storyville Records
- Met Irv Rochlin
  - Quirine, 1980, Limetree
  - Line for F.P, 1982, Munich
- Met Charles Loos
  - Quelque Part, met Charles Loos/John Ruocco/Serge Lazarevitch/Riccardo Del Fra, 1983, LDH
- Met The Ben van den Dungen/Jarmo Hoogendijk Quintet
  - Speak Up, 1989, Timeless Records
  - Run For Your Wife, 1991, Timeless Records
  - Double Dutch, 1993, PTSD/EMI
- Met Wolfert Brederode
  - Alternate Views, 1997, A-Records/Challenge Records (1994)
  - Far Enough – met Nimbus, 1999, Buzz Records/Challenge Records (1994)
  - Festina Lente – met Nimbus/Dave Liebman, 2001, Buzz Records/Challenge Records (1994), (Edison Award Nomination)
  - En Blanc et Noir – met Jasper Blom, 2003, Daybreak/Challenge Records (1994)
- Met Arnold Klos
  - Heart Strings, 2002, Atelier Sawano
  - One To Get Her, 2003, Atelier Sawano
  - Beautiful Love, 2007, Atelier Sawano
  - Elsa, 2008, Atelier Sawano
  - Peace Piece, 2011, Atelier Sawano
  - It could happen to you, 2014, Atelier Sawano
- Met Sanna van Vliet
  - A Time For Love – met Ferdinand Povel, 2005, Maxanter
  - Dance On The Moon – met Joe Cohn/Sjoerd Dijkhuizen, 2009, Maxanter
- Met Triplicate
  - Three and One, 2010, Self
- With Free Fair
  - Free Fair, 1978, Timeless Records
  - Free Fair 2, 1979, Timeless Records
  - Free Fair +8, 1981, Limetree
- Met Rik van den Bergh/Bart van Lier Quintet
  - High slide, Low blow, 2013, Maxanter
- Met B.J. Ward/Donn Trenner
  - Vocalise, 1970, Catfish
- Met Yvonne Walter
  - Bittersweet, 2012/2013, September
- Met Gerry van der Klei/Boy Edgar
  - Multifaced Gerry, 1975, Poker
- Met The Four Freshmen, Rob van Kreeveld, Koos Serierse and Eric Ineke – with Stan Kenton Orchestra/Ann Richards (zanger)
  - Road Shows, 1994, Tantara records
- Met Laurence Fish
  - Sen's Fortress, 2017, O.A.P. Records
- Met Joan Benavent
  - Opening O3, with Matt Baker, Santi Navalon, Voro Garcia, Toni Beleaguer, 2017, SedaJazz Records
- Met The Rob Franken Electrification
  - Together met o.a Rob Franken, Joop Scholten en Wim Essed, 2018, 678 records (Vinyl)
- Met Aleka Potinga
  - Person I Knew, met Ronan Guilfoyle, Chris Guilfoyle, Michael Buckley, 2019, Self production
- Met Convection Section/Richard Pulin
  - Confrontation, 1972, Munich Records
- Met Neerlands Hoop in Bange dagen/Freek de Jonge/Bram Vermeulen
  - Neerlands Hoop in Panama, 1971, Imperial Records
- Met Gijs Hendriks
  - Rockin' , 1972, Polydor Records
- With Casey & The Pressure Group
  - Memphis Revisited, 1972, Polydor Records
- Met Jossche Monitzs & Hot Club 69
  - Hot Club 69, 1972, Polydor Records
- Met Joop Hendriks
  - Joop Hendrik Quartet feat.Peter Grimston, 1975, Marktown Records
  - Both Sides, 1982, Feel The Jazz Vol. 8
- Met Mat Mathews Orchestra
  - V.S.O.P. with Lee Towers, 1975, Ariola Records
- Met Wim Koopmans /Jerry van Rooyen Orchestra
  - I Wish You Love, 1987, IP Records
- Met Doug Webb Trio
  - Doug Webb in Holland - met Marius Beets, 2019, Daybreak/Challenge Records (1994)
- Met Joop Scholten
  - Joop Scholten - met Rob Franken, Koos Serierse, 1977, Greensville Records

### Masterclasses
- Dworp Summer Jazz Clinics Dworp 1984/1985
- IASJ Meeting New School New York 1994
- IASJ Meeting Accademia Nazionale del Jazz Sienna 1997
- IASJ Meeting Conservatoire de Paris 2000
- New Park Music Centre Dublin 2001
- Conservatoire de Paris 2013
- IASJ Meeting Royal Academy of Music Aarhus 2013
- Universidade Lusiada Lisbon 2014/2016/2017
- Ionian University Corfu 2013/2014/2015/2016/2017/2018/2019
- SedaJazz School Valencia 2014/2016/2017
- IASJ Meeting Universidade Lisboa 2015
- Metropolia University  Helsinki 2015
- Newpark School Dublin 2016/2017
- Lemmens Institute Leuven 2016
- Karelia University Joensuu 2016
- CIT Cork School Of Music, Cork 2017
- Sibelius Academy Helsinki 2017
- Pescara Conservatory 2017
- Drumschool Stefan van de Brug  The Hague 2016/2017
- Escola Superior de Musica de Lisboa, Lisbon 2018/2019
- Dublin City University 2018/2019

- Bibliothèque nationale de France: cb13948983w (data)
- Gemeinsame Normdatei: 134611284
- International Standard Name Identifier: 0000 0000 5517 1748
- Library of Congress Control Number: no98022019
- MusicBrainz: f79a118c-3d60-4605-95ed-dca201c6bc6c
- Nationale Bibliotheek van Israël: 987007334873905171
- Nederlandse Thesaurus van Auteursnamen: 343576589
- Système universitaire de documentation: 156838907
- Virtual International Authority File: 34648943
- WorldCat: E39PBJh4rxxcg7TWFYBw8DPWjC